# Diocèse de Saint Andrews, de Dunkeld et de Dunblane
Le diocèse de Saint Andrews, de Dunkeld et de Dunblane est au Royaume-Uni, un diocèse de l'Église épiscopalienne écossaise.
La cathédrale diocésaine est celle de Saint-Ninian de Perth.